# Aleksandr Glazunov
Aleksandr Glazunov (rus: Александр Константинович Глазунов)  (Sant Petersburg, 29 de juliol de 1865 (Julià) - París, 21 de març de 1936), nom complet amb patronímic Aleksandr Konstantínovitx Glazunov, rus: Алекса́ндр Константи́нович Глазуно́в, fou un compositor i influent pedagog musical rus. Va estudiar música amb Nikolai Rimski-Kórsakov. La primera de les seves vuit simfonies va ser estrenada el 1882 quan Glazunov tenia només setze anys. La popular obra Stenka Razin, també va ser una obra de joventut. El 1899, Glazunov va esdevenir professor del Conservatori de Sant Petersburg, i després el seu director. Va ser reconegut com un dels grans compositors russos de la seua època. Juntament amb Rimski-Kórsakov, va completar algunes de les obres inacabades d'Aleksandr Borodín, entre elles l'òpera El príncep Ígor. També plegats van editar una de les més conegudes peces de Borodín, les Danses polovtsianes de l'esmentada òpera.

## Biografia
Glazunov va nàixer a Sant Petersburg, fill d'un llibreter i editor. El seu talent va ser descobert per Mili Balàkirev, el 1879. Va estudiar música sota la direcció de Nikolai Rimski-Kórsakov. La primera composició la va acabar als catorze anys. La primera de les seves vuit simfonies va ser estrenada l'any 1882, quan Glazunov tenia setze anys. El seu popular poema simfònic Stenka Razin també va ser un treball de joventut. Franz Liszt s'hi va fixar i va divulgar la seva obra internacionalment. Glazunov va tornar-li el favor dedicant-li la segona simfonia.
La tradició el culpa del fracàs de la primera simfonia de Serguei Rakhmàninov, perquè se suposa que va dirigir borratxo l'estrena d'aquesta obra l'any 1897. Aquesta versió mai no va poder ser confirmada. Algunes fonts sospiten d'una espècie de boicot de Glazunov a Rakhmàninov, fruit de rivalitats estilístiques. Rakhmàninov es va limitar a comentar respecte d'això:
| « | ...aquesta ha estat pèssimament executada. Em sorprèn que un home de tan enorme talent com Glazunov dirigisca tan malament l'orquestra. No em referisc a la seua tècnica; parle simplement de la seua musicalitat. No sent res quan dirigeix. Fins i tot sembla com si no comprenguera res... | » |

A occident va ser reconegut com una gran autoritat al seu camp, també gràcies a l'ajuda del seu mentor i amic Nikolai Rimski-Kórsakov. Juntament amb ell, va acabar l'any 1889 alguns dels grans treballs inconclusos d'Aleksandr Borodín, com l'òpera El príncep Ígor i les Danses polovtsianes. El mateix any, es va encarregar de compondre la música que va representar Rússia en l'Exposició Universal de París de 1889.
L'any 1899 esdevingué professor del conservatori de Sant Petersburg. Va renunciar a aquesta feina l'any 1905 en solidaritat davant l'expulsió del director de l'establiment, Rimski-Kórsakov, a causa del seu suport als estudiants que protestaven per la situació política i social de Rússia. Glazunov arribaria a ser, l'any següent, també director del conservatori (1906 a 1917). Al conservatori va ser mestre de Alexander Sverjensky, Mykolas Bukša, Dmitri Xostakóvitx, Nikolai Malko, Alexander Matveevich Zhitomirsky, Víktor Kossenko, Mateusz Glinski o Maximilian Steinberg.
Va escriure 8 simfonies (més una inconclusa), poemes simfònics, concerts, gran quantitat de música, teatral, cerimonial i de cambra. Però, possiblement les seves obres més recordades i interpretades són els seus 3 ballets clàssics Raymonda, Les estacions i Astúcies d'amor, que van ser coreografiats originàriament per Màrius Petipà.
Durant la primera fase de la Primera Guerra Mundial va realitzar una composició propagandística: Paràfrasi sobre l'Himne dels Aliats (1915).
La inspiració post-romàntica de Glazunov, fortament influïda pel llenguatge musical de Johannes Brahms, el feia xocar amb altres compositors de tendències més modernes, com l'altre gran deixeble de Rimski-Kórsakov, Ígor Stravinski. Una mostra de la seva posició tradicional és una anècdota que narra el comportament intransigent de Glazunov enfront de les noves propostes. És diu que el dia de l'estrena de la Suite escita, de Serguei Prokófiev (Sant Petersburg, 1916), Glazunov va eixir del teatre tapant-se les orelles.
A partir de la primera meitat de la dècada dels anys 1920, les seves composicions van ser cada vegada més esporàdiques.
L'any 1922 va ser condecorat com a Artista del Poble de l'URSS.
El 1928 va ser el comissionat de la llavors Unió Soviètica en la celebració del centenari de Franz Schubert, a Viena. En finalitzar l'esdeveniment va decidir "desertar" i no tornar amb la seua delegació.
Es va casar. Va viatjar per Europa i els Estats Units d'Amèrica. Va morir a París el 1936, on s'havia establert feia quatre anys. En els seus últims temps, Glazunov va patir certa indiferència del públic francès, més interessat en les composicions associades a l'avantguarda.

## Llista completa d'obres
Opus 1: Quartet de corda núm. 1 en re major (1881-1882)
Opus 2: Suite sobre el tema "S-A-S-C-H-A" per a piano (1883)
Opus 3: Obertura núm. 1 en sol menor per a orquestra "sobre temes grecs" (1882
Opus 4: "Cinc Romances" Cançons (1882-1885)
Opus 5: Simfonia núm. 1 en mi major "Simfonia Eslava" (1881-1884)
Opus 6: Obertura núm. 2 en re major per a orquestra (1883)
Opus 7: Serenade núm. 1 en A major per a orquestra (1882)
Opus 8: A la memòria d'un heroi, elegia per a orquestra (1885)
Opus 9: Suite Characteristique en re major per a orquestra (1884-1887)
Opus 10: Quartet de corda núm. 2 en fa major (1884)
Opus 11: Serenade núm. 2 en fa major per a petita orquestra (1884)
Opus 12: "Poème Lyrique" en Re bemoll major per a orquestra (1884-1887)
Opus 13: Stenka Razin, poema simfònic en si menor (1885)
Opus 14: "Dos Peces" per a orquestra (1886-1887)
Opus 15: "Cinc Novelettes" per a Quartet de corda (1886)
Opus 16: Simfonia núm. 2 en Fa sostingut menor "A la memòria de Liszt" (1886)
Opus 17: "Elegia" en Re bemoll major per a violoncel i piano (1888)
Opus 18: "Masurca" en sol major per a orquestra (1888)
Opus 19: El bocs, fantasia en Do sostingut menor per a orquestra (1887)
Opus 20: "Dos Peces" per a violoncel i orquestra (1887-1888)
Opus 21: Marxa Nupcial en Mi bemoll major per a orquestra (1889)
Opus 22: Dos Peces per a piano (1889)
Opus 23: Valsos sobre el nom S-A-B-E-L-A per a piano (1890)
Opus 24: "Reverie" en Re bemoll major per a trompa i piano (1890)
Opus 25: Preludi i Dues Masurques per a piano (1888)
Opus 26: Quartet de corda núm. 3 en sol major "Quartet eslau" (1886-1888)
Opus 26A: Festa Eslava, esbossos simfònics
Opus 27: dos cançons sobre Puíxkin (1887-1890)
Opus 28: El Mar, fantasia en mi major per a orquestra (1889)
Opus 29: Rapsòdia Oriental en sol major per a orquestra (1889)
Opus 30: El Kremlin, pintura simfònica en tres parts (1890)
Opus 31: Tres estudis per a piano (1891)
Opus 32: "Meditació" en re major per a violí i orquestra (1891)
Opus 32A: "Meditació" en re major per a violí i piano (1891)
Opus 33: Simfonia núm. 3 en re major (1890)
Opus 34: La primavera, pintura simfònica en re major (1891)
Opus 35: Suite en do major per a Quartet de corda (1887-1891)
Opus 36: Petit Vals en re major per a piano (1892)
Opus 37: Nocturn en Re bemoll major per a piano (1889)
Opus 38: "In Modo Religioso", quartet per a trompeta, trompa i dos trombons (1892)
Opus 39: Quintet de corda en la major per a Quartet de corda i violoncel (1891-1892)
Opus 40: Marxa Triomfal per a gran orquestra i cor (1892)
Opus 41: Gran vals de concert en mi bemoll major per a piano (1893)
Opus 42: Tres Miniatures per a piano (1893)
Opus 43: Vals de Saló en do major per a piano (1893)
Opus 44: Elegia per a viola i piano (1893)
Opus 45: Carnaval, Obertura per a gran orquestra i orgue en fa major (1892)
Opus 46: Chopiniana, suite per a orquestra sobre peces per a piano de Chopin (1893)
Opus 47: Vals de concert núm. 1 en re major per a orquestra (1893)
Opus 48: Simfonia núm. 4 en Mi bemoll major (1893)
Opus 49: Three Pieces per a piano (1894)
Opus 50: Cortège Solennel en re major per a orquestra (1894)
Opus 51: Vals de concert núm. 2 en fa major per a orquestra (1894)
Opus 52: Escenes de Ballet, suite, (1894)
Opus 53: Fantasia De la foscor a la llum per a orquestra (1894)
Opus 54: Dos Impromptus per a piano (1895)
Opus 55: Simfonia núm. 5 en Si bemoll major (1895)
Opus 56: Cantata de la Coronació per a quatre solistes, cor i orquestra (1895)
Opus 57: Raymonda, ballet en tres actes (1898)
Opus 58: Simfonia núm. 6 en do menor (1896)
Opus 59: Sis cançons per a mitja veu (1898)
Opus 60: Sis cançons per a alta veu (1897-1898)
Opus 61: Ruses d'Amour AKA The Trial of Damis AKA Lady Soubrette, ballet en un acte (1900)
Opus 62: Preludi i Fuga en re menor, per a piano (????)
Opus 63: Cantata Festiva per a solistes, cor femení i 2 pianos a quatre mans (1898)
Opus 64: Quartet de corda núm. 4 en la menor (1894)
Opus 65: Cantata sobre text de Puíxkin per a solistes, cor i orquestra (1899)
Opus 66: Himne sobre text de Puíxkin per a cor femení i piano (1899)
Opus 67: Les Estacions, ballet en un acte (1900)
Opus 68: "Pas de Caractère" de "Raymonda" en sol major per a orquestra (1899)
Opus 69: Intermezzo Romàntia en re major per a orquestra (1900)
Opus 70: Quartet de corda núm. 5 en re menor (1898)
Opus 71: Chant du Ménestrel per a violoncel i piano (1900)
Opus 72: Tema i Variacions en Fa sostingut menor per a piano (1900)
Opus 73: Obertura Solemne per a orquestra (1900)
Opus 74: Sonata per a piano núm. 1 en Si bemoll menor (1901)
Opus 75: Sonata per a piano núm. 2 en mi menor (1901)
Opus 76: Marxa sobre un tema rus en Mi bemoll major (1901)
Opus 77: Simfonia núm. 7 "Pastoral" en fa major (1902-1903)
Opus 78: Balada en fa major per a orquestra (1902)
Opus 79: De l'edat mitjana, suite en mi major per a orquestra (1902)
Opus 80: Chant Sans Bornes per a soprano i contralto amb piano (1900)
Opus 81: Escena de Dansa en la major per a orquestra (1904)
Opus 82:  Concert per a violí en la menor per a violí i orquestra (1904)
Opus 83: Simfonia núm. 8 en Mi bemoll major (1905-1906)
Opus 84: La cançó del destí, Obertura Dramàtica en re menor per a orquestra (1908)
Opus 85: Dos preludis per a orquestra (1906)
Opus 86: Fantasia Russa en la major per a balalaika i orquestra (1906)
Opus 87: A la memòria de Gogol, Pròleg Simfònic en do major (1909)
Opus 88: Fantasia Finlandesa en do major per a orquestra (1909)
Opus 89: Esbosos Finlandesos en mi major per a orquestra (1912)
Opus 90: Introducció i Dansa de Salomé per al Drama d'Oscar Wilde (1908)
Opus 91: "Cortège Solennel" en Si bemoll major per a orquestra (1910)
Opus 92: Concert núm. 1 en fa menor per a piano i orquestra (1910-1911). En l'estrena actuà com a pianista N. Orlov.
Opus 93: Preludi i Fuga núm. 1 en re major per a orgue (1906-1907)
Opus 94: Amor sobre Shukovsky per cor mixt a cappella (1907)
Opus 95: Music per al drama El rei dels jueus de K.K. Romanov (1913)
Opus 96: Paràfrasi sobre l'Himne d'Allies per a orquestra (1914-1915)
Opus 97: Cançó dels remers del Volga per a cor i orquestra (1918)
Opus 98: Preludi i Fuga núm. 2 en re menor per a orgue (1914)
Opus 99: Legenda de Karelia en la menor per a orquestra (1916)
Opus 100: Concert núm. 2 en si major per a piano i orquestra (1917)
Opus 100A/B: Masurca Oberek (1917) per a violí i orquestra o piano (1917)
Opus 101: Quatre Preludis i Fugues per a piano (1918-1923)
Opus 102: Romança de Nina per a l'obra "Masquerada" (1918)
Opus 103: Idil·li en Fa sostingut major per a piano (1926)
Opus 104: Fantasia en fa menor per a dos pianos (1919-1920)
Opus 105: Elegia en re menor per a quartet de corda (1928)
Opus 106: Quartet de corda núm. 6 en si major (1920-1921)
Opus 107: Quartet de corda núm. 7 en do major "Hommage au passé" (1930)
Opus 108: Concert Balada en do major per a violoncel i orquestra (1931)
Opus 109: Quartet de saxos en Sib major (1932)
Opus 109bis: Concert per saxo alt i orquestra de cordes en Mib major (1934)
Opus 110: Fantasia en sol menor per a orgue (1934-1935)
- Obres sense número d'Opus:

Simfonia núm. 9 en re menor (1910)
Primer moviment (incompleta).